# Stenhuggare

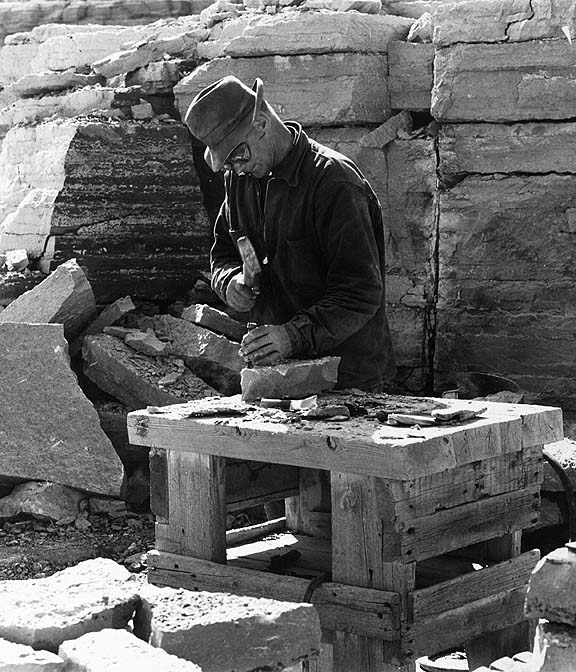
Stenhuggare i Västergötland, troligen slutet av 1960-talet.

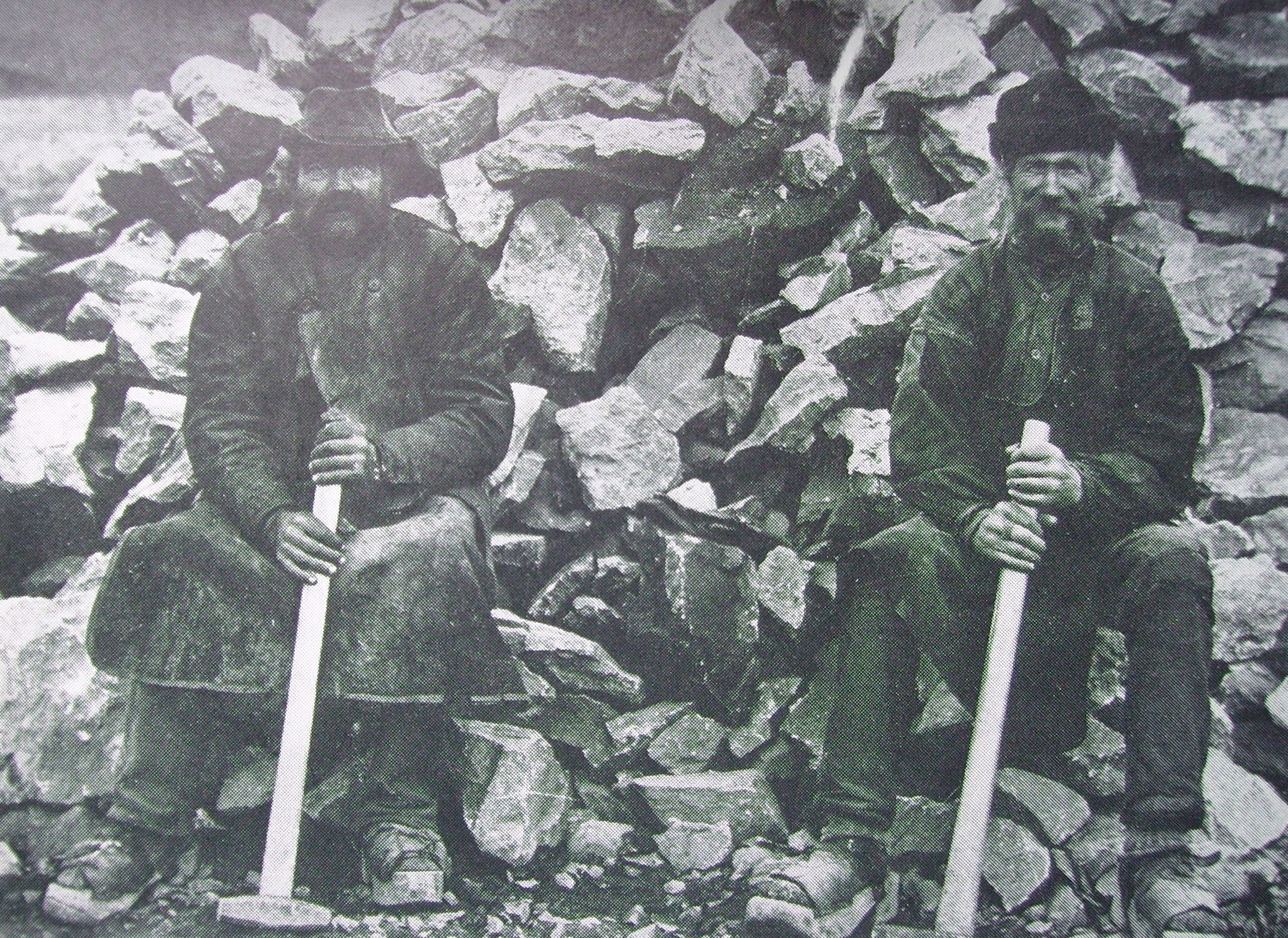
Stenhuggare

Stenhuggare är en person vars yrke är att forma sten. Stenhuggeri är brytning och formning av sten för exempelvis gatubeläggning och kantstenar, till byggnader och gravsten samt till skulpturer och liknande konstföremål. Stenhuggeriet har haft en nästan oförändrad verktygsuppsättning från medeltiden in på 1900-talet. Yrket var förr mycket vanligt förekommande, idag är det ett hantverksyrke som på grund av industrialiseringen och att färre utövar yrket har blivit ovanligare. Merparten av stenberedningen sköts numera också maskinellt genom tryckluftsdrivna verktyg.

## Historia
Stenhuggeri har existerat sedan människans tidigaste historia. Reliefarbete fanns redan i den senpaleotiska Aurignacienkulturen, till exempel i La Ferassie i Dordogne. Monumental stenbyggnadskultur har funnits åtminstone sedan omkring 10 000 år f.Kr., till exempelvis i Göbekli Tepe i nuvarande Turkiet.

## Gotländska stenmästare
Den gotländska stenhuggarkonsten har mycket gamla anor. De skickligt utformade bildstenarna visar att man redan under förhistorisk tid var väl förtrogen med det hållbara materialet, den lätthanterliga sandstenen och den fina kalkstenen. Konstens blomstring inträffade dock under medeltiden, då öns många kyrkor pryddes med skulptur på portaler och dopfuntar, ett myller av figurscener som återger centralt kristna motiv. Några av de konstnärer som skapade dessa märkliga verk känner man till namnet, som till exempel Sighrafr som verkade på 1100-talet och skapade verk i bland annat Grötlingbo kyrka, där dopfunten är av hans hand. Men de flesta är okända mästare, av forskningen med ledning av deras stildrag betecknade som Byzantios (dopfunt i Hogräns kyrka, 1100-tal), berättaren Fabulator (Gammelgarns kyrkas långhusportal 1300-tal), Egypticus (portalen i Stånga kyrka) et cetera.

## Bilder

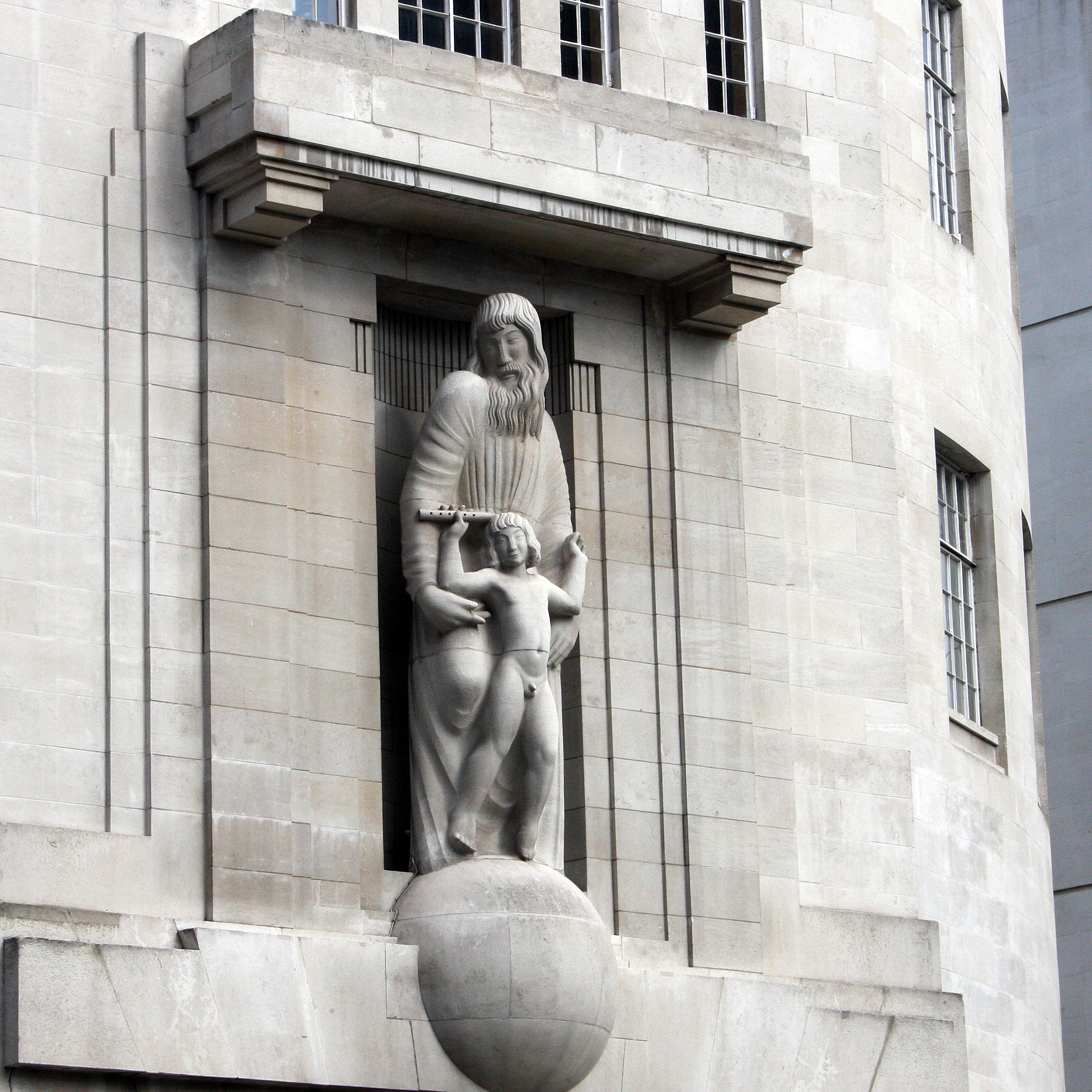
Shakespeares Prospero och Ariel framställda av stenhuggaren Eric Gill
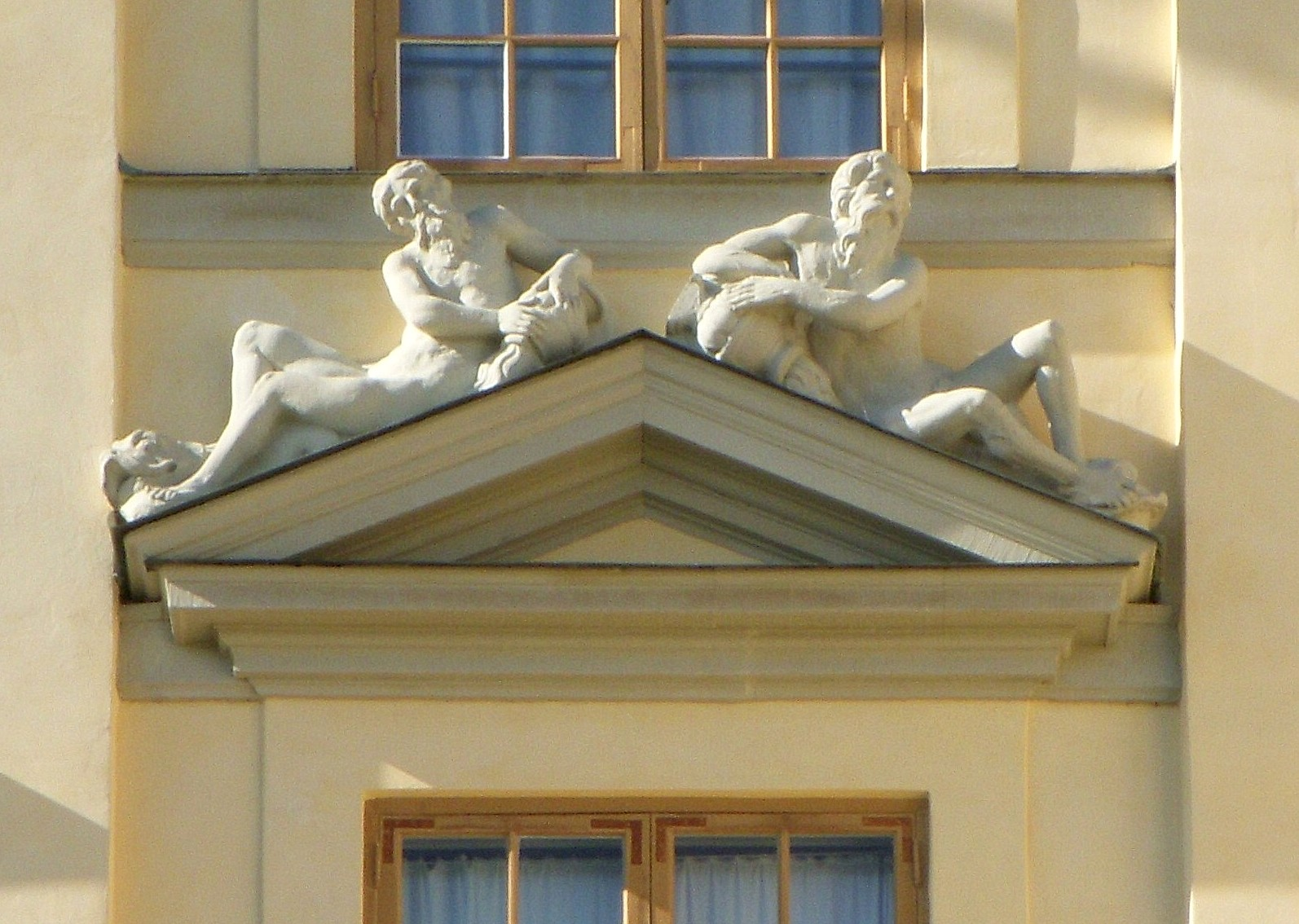
Drottningholms slott: fasadutsmyckning, utförd av Johan Köpke (1664–1668).